# تيك مي آوت-نقشت
تيك مي آوت-نقشت بالإنجليزية take me out برنامج ترفيهي يتعلق بعلاقات الحب والارتباط مأخوذ عن النسخة البريطانية المعروضة على itv عرض عام 2016 على شاشتي ال بي سي آي و
ال دي سي

## فكرة البرنامج
يشارك في البرنامج 30 صبيّة لكلّ واحدة منهنّ شخصيّتها، واهتماماتها، وأفكارها، وانطباعاتها عن الشريك الذي تنتظر الخروج معه في موعد تعارفيّ. بين «قَطَف» أو«عايشة وحدا بلاك»، القصّة «قصّة شدّ بين 30 شابة وشاب» تقرّر الفتاة مصير علاقتها مع الشاب، لذا، على الشباب إبراز ما يمكلون من ميزات، ومواهب تمكّنهم من الفوز بقلب واحدة من الصبايا. ضمن قوانين اللعبة ومراحلها في البرنامج ومناوشات بين الشابات والشباب ومواقف رومانسيّة تَجمع أو تُفرّق بينهم في أجواء طريفة، وكوميديّة، مع مشتركات ومشتركين تتراوح أعمارهم بين 18 و80 عاماً.

## انتقادات
منذ عرض الحلقة الأولى طالت حملة انتقادات واسعة للبرنامج واصفة اياه بسوق نخاسة وبأنه يسئ ويشوه صورة المرأة اللبنانية ويظرها بأنها رخيصة ومتصابية 6ضافة لتسليع المرأة والرجل وتسطيحهما معايير الحكم عليه هي «الوشم»، وكبر العضلات، والشعر الطويل المسرّح، والعيون الملوّنة. لكن القرار في يده في النهاية كما انتقد ووصف بأنه سوق لعرض النساء والإيحاءات الجنسية.

### رد المنتجة رولا سعد على الانتقادات
صرحت بأنها اختارت الممثل الكوميدي فؤاد يمين لتقديم البرنامج، لكونه خفيف الظل ويمتلك الموهبة ولديه سرعة البديهة يستطيع ان يقود الحلقة من بدايتها حتى نهايتها، وعن “تعريب” نسخة البرنامج خاصة ان Take Me Out بنسخته الاجنبية جريء جداً، اكدت “سعد” ان هم لديهم عباراتهم وتعابيرهم ونحن لدينا عباراتنا وتعابيرنا، لكن البرنامج بنسخته العربية جريء جداً أيضا. وبرأيها ان هذا أول برنامج سيعرض على الشاشة العربية بهذه الجرأة، وعلى أي اساس تم اختيار الفتيات والشباب في البرنامج، اشارت “سعد” انها اختارتهم على اساس انهم يشبهون المجتمع، وان ان كانت الفتاة والشاب سيخرجان برفقة بعضهما فهل سيواكب البرنامج تطورات علاقتهما ام سيكتفي البرنامج بعرض تقرير فقط عن الموعد الأول، اكدت “سعد” ان النسخة العربية والاجنبية تكتفي بعرض تقرير بعد اللقاء الأول بين الفتاة والشاب وكل الذي سيحصل بينهما لاحقاً لا علاقة للبرنامج به، عن اختيارها للمخرج باسم كريستو ليوقع اخراجه على البرنامج، اكدت “سعد” ان البرنامج كبير ويحتاج إلى شخص مثل المخرج باسم كريستو ليخرجه. ورأت “سعد” ان هذا البرنامج يشبه باسم كريستو لذلك فضلته على باقي المخرجين.

### الدعاوي القضائية
في 24 يناير 2016 تقدّم المحامي وسام محمد المذبوح، باخبار إلى النيابة العامة التمييزية في بيروت ضد المؤسسة اللبنانية للارسال (LBCI) بشخص رئيس مجلس ادارتها السيد بيار الضاهر ومقدم البرامج فؤاد يمين، بجرم «الإساءة لسمعة الشعب اللبناني وانتحال صفة والتحقير والتعرض للآداب العامة».وجاء في وقائع الاخبار:
في 2017/1/22 تم بث حلقة على المؤسسة اللبنانية للارسال المعروفة (LBCI)، ببرنامج بكل أسف ليس بترفيهي بل لا أخلاقي ويتعرض للآداب العامة. وظهر خلاله شخص يدعى جو جرجس وصف نفسه بأنه محام، وظهر خلال الحلقة بكافة الصفات المنافية لمهنة المحاماة، الأمر الذي يعرض المجتمع اللبناني للخدش بالحياء العام والإساءة للّبنانيّين.